# Gôtovany
Gôtovany és un poble i municipi d'Eslovàquia que es troba a la regió de Žilina, al centre-nord del país.

## Història
La primera menció escrita de la vila es remunta al 1267.

## Demografia
| Godina             | 1994 | 2004   | 2014    | 2024    |
| ------------------ | ---- | ------ | ------- | ------- |
| Nombre de persones | 379  | 389    | 440     | 511     |
| Diferència         |      | +2,63% | +13,11% | +16,13% |

| Godina             | 2023 | 2024   |
| ------------------ | ---- | ------ |
| Nombre de persones | 503  | 511    |
| Diferència         |      | +1,59% |